# Bulgăruș

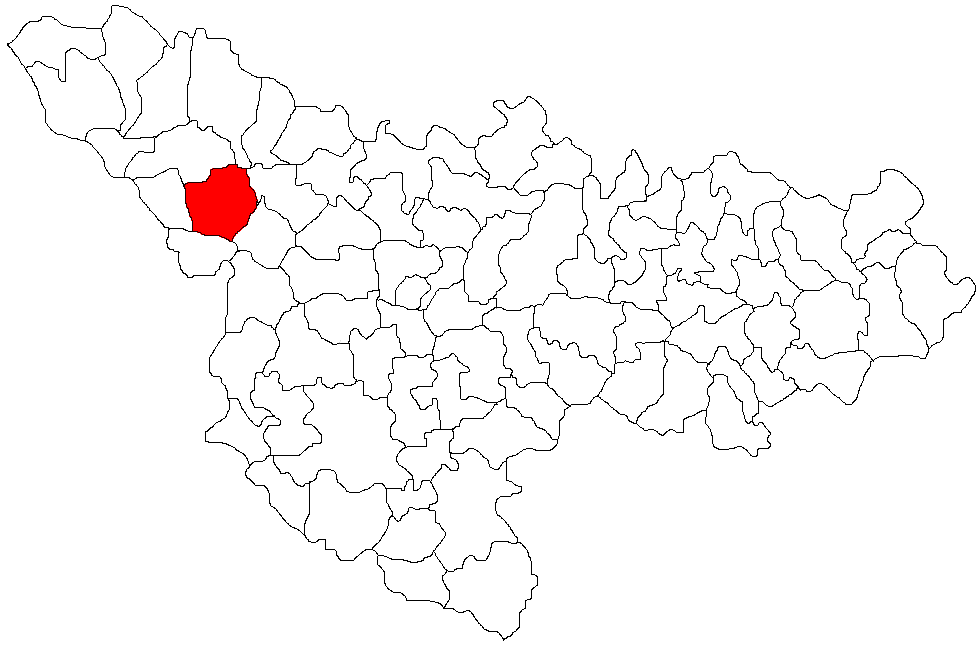
Lage der Gemeinde Lenauheim im Kreis Timiș

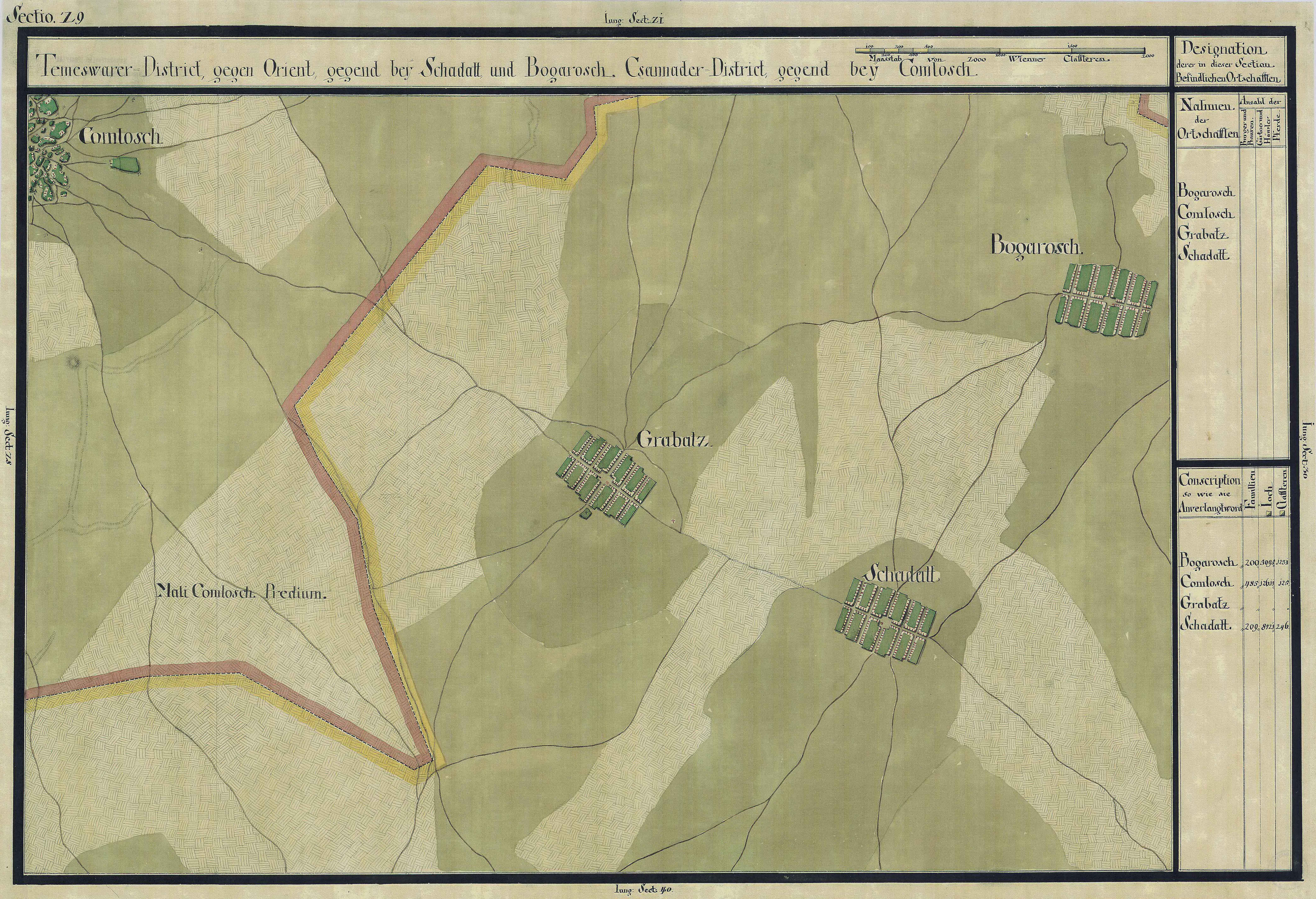
Bogarosch auf der Josephinischen Landaufnahme

Bulgăruș (deutsch Bogarosch, ungarisch Bogáros) ist ein Dorf im Kreis Timiș, Rumänien und gehört zur Gemeinde Lenauheim.

## Geographische Lage
Bulgăruș befindet sich im Westen des Kreises Timiș, 20 km von Jimbolia (Hatzfeld) und 40 km von Timișoara (Temeswar) entfernt, etwa 5 km südwestlich der Nationalstraße DN6, die Timișoara mit Sânnicolau Mare (Groß-Sankt-Nikolaus) verbindet und an der Eisenbahnstrecke Jimbolia–Lovrin.

## Nachbarorte
| Lovrin  | Pesac                                       | Variaș     |
| Gottlob | Kompassrose, die auf Nachbargemeinden zeigt | Șandra     |
| Grabaț  | Lenauheim                                   | Iecea Mare |

## Geschichte
Der Ort wurde 1452 und 1493 erstmals in Dokumenten der Diplomatischen Abteilung des Landesarchivs Budapest unter der Bezeichnung Bogáros erwähnt. Bei der Volkszählung von 1717 war Bogarosch unbewohnt. 1761 war der Ort auf einer Karte in Wien als Bogarosch eingetragen. Auf der Landkarte von Graf Florimund Mercy (1776) war an der Stelle des heutigen Bulgăruș Bogáros eingetragen. 1794 wurde das Gebiet als Weideland Praedium Bogáros ausgewiesen.
Nach dem Frieden von Passarowitz (1718) begann die Kolonisierung des Banats durch die Habsburgermonarchie. Bogarosch wurde 1769 während des Theresianischen Schwabenzugs durch die Ansiedlung von deutschen Familien aus dem Elsass, aus Lothringen, aus Luxemburg, aus der Pfalz, aus dem Saarland, aus Oberösterreich und aus Hessen gegründet. Leiter der Ansiedlung war der kaiserliche Kameraladministrator Carl Samuel Neumann Edler von Buchholt. Jeder Ansiedler bekam 32 Joch Feld, ein Hausgrundstück, Baumaterial und Saatgut sowie Steuererleichterungen für die ersten Jahre.
Infolge des österreichisch-ungarischen Ausgleichs im Februar 1867 kam das Banat innenpolitisch unter ungarische Verwaltung. Es setzte eine gewaltige Magyarisierungswelle ein, die zu Beginn des 20. Jahrhunderts ihren Höhepunkt erreichte.
Im Ersten Weltkrieg wurden 543 Wehrpflichtige aus Bogarosch mobilisiert, 84 fielen auf dem Schlachtfeld. 1918 wurde Bogarosch von den Serben besetzt und 1919 Rumänien zugesprochen. Am 4. Juni 1920 wurde das Banat infolge des Vertrags von Trianon dreigeteilt. Der größte, östliche Teil, zu dem auch Bogarosch gehörte, fiel an das Königreich Rumänien. 1923 erhielt der Ort die amtliche Bezeichnung Bulgăruș.
Infolge des Waffen-SS Abkommens vom 12. Mai 1943 zwischen der Antonescu-Regierung und Hitler-Deutschland wurden alle deutschstämmigen wehrpflichtigen Männer in die deutsche Armee eingezogen. Im Zweiten Weltkrieg verloren 44 Männer in der deutschen Armee, 12 in der rumänischen Armee und 4 Zivilisten ihr Leben.
Im Januar 1945 wurden 327 Frauen und Männer zur Zwangsarbeit in die Sowjetunion verschleppt, 50 kamen nicht mehr zurück. Durch das Bodenreformgesetz vom 23. März 1945 wurden alle deutschen Landbesitzer enteignet. 1951 begann die Kollektivierung des Landbesitzes, die 1958 abgeschlossen war. Am 18. Juni 1951 fand die Deportation in die Bărăgan-Steppe, gemäß dem „Plan zur Evakuierung von Elementen über einen Abschnitt von 25 km, deren Präsenz eine Gefahr für das Grenzgebiet mit Jugoslawien darstellen“ statt. Als die Bărăganverschleppten 1956 heimkehrten, bekamen sie die 1945 enteigneten Häuser und Höfe zurück, der Feldbesitz wurde jedoch kollektiviert. Aus Bulgăruș waren 295 Personen von der Deportation in die Bărăgan-Steppe betroffen, davon sind 28 Personen in der Deportation verstorben.

## Kulturleben
1774 wurde die römisch-katholische Pfarrei gegründet; der Bau der heutigen Kirche wurde 1773 von der Kameralherrschaft beschlossen. Am 15. Oktober 1773 war das Fundament ausgemessen. Die Bauarbeiten waren 1774 abgeschlossen. Am 1. November desselben Jahres wurde die Kirche vom Ehrendomherren und Neu-Beschenowaer Pfarrer Georg Johann Franz Gliubichich feierlich eingeweiht. Am 30. September 1859 wurde mit dem Bau der beiden Seitenflügel der kreuzförmige Ausbau der Kirche begonnen.
Am 29. Mai 1853 wurde der Grundstein des Schulgebäudes gelegt, 1896 der Kindergarten eröffnet. 1927 wurden die Schulen und die Kindergärten in Rumänien verstaatlicht. Nach dem Zweiten Weltkrieg war der Unterricht in deutscher Sprache vorerst unterbunden. Ab 1948, als die Schulreform stattfand, gab es neben der rumänischen wieder eine deutsche Abteilung in der Schule. Ab 1965 begann die Ausreise der Deutschen in die Bundesrepublik Deutschland. Seit 1990 wird der Unterricht aus Mangel an deutschen Kindern nur noch in rumänischer Sprache abgehalten.

## Wichtige Gebäude
- 3 Kirchen: eine römisch-katholische, eine griechisch-orthodoxe und eine pentekostalische.
- das Schulgebäude und der Kindergarten
- das Kinderheim M.U.T. Ein Herz für Kinder
- das Kulturheim und das Dispensar
- das Bahnhofsgebäude und das Postamt

## Einwohner
| 1880 | 3.032 | 19    | 2.843 | 3  | -   | 43 |
| 1900 | 2.919 | 21    | 2.812 | 27 | -   | 59 |
| 1930 | 2.350 | 30    | 2.176 | 20 | 87  | 37 |
| 1977 | 2.559 | 1.286 | 1.125 | 18 | 117 | 13 |
| 1992 | 1.754 | 1.377 | 125   | 18 | 219 | 15 |
| 2002 | 2.927 | 1.672 | 50    | 32 | 193 | 27 |

## Persönlichkeiten
- Josef Ferch (1840–1902), rumäniendeutscher Komponist, Kirchenmusiker und Musikpädagoge
- Johann Szimits (1852–1910), banatschwäbischer Mundartautor
- Aegidius Haupt (1861–1930), Veterinär und banatschwäbischer Mundartdichter
- Wilhelm Ferch (1881–1922), rumäniendeutscher Komponist und Chorleiter
- Peter Stahl (1884–1982), banatschwäbischer Kapellmeister[4]
- Nelu Brâdean-Ebinger (* 1952), banatschwäbisch-ungarischer Germanist, in Bulgăruș aufgewachsen